# CamelCase
camelCase – system notacji ciągów tekstowych, w którym kolejne wyrazy pisane są łącznie, rozpoczynając każdy następny wielką literą (prócz pierwszego). Na przykład: foreColor, setConnection, isPaymentPosted. Zapis camelCase różni się od notacji PascalCase, tym że rozpoczyna się małą literą.
CamelCase jest konwencją notacji przyjętą w wielu językach programowania, takich jak Java i C#, gdzie służy do zapisu nazw zmiennych, procedur, klas, itp. Nazwa notacji camelCase wywodzi się z faktu, że przy jej zastosowaniu wielkie litery w połączonych ze sobą słowach przypominają kształtem garby wielbłąda (ang. camel). Konwencja ta została najprawdopodobniej użyta po raz pierwszy w języku programowania Smalltalk.
Inne nazwy konwencji camelCase to:
- bumpyCaps
- bumpyCase
- camelCaps
- dromedaryCase
- mixedCase